# 画集
画集，是收录了按照画家、时代或主题等挑选的一系列绘画美术作品的书籍。
收录漫画家或插画家的插画的大开本书籍也称作画集（又称作原画集、画册等）。